# Fait religieux en entreprise en France
 (février 2024).
- Si vous ne connaissez pas le sujet, laissez ce bandeau (vous pouvez alors contacter les auteurs).
- Si vous supprimez le contenu mis en cause (vous pouvez préalablement contacter les auteurs),

argumentez précisément cette suppression dans la page de discussion
(un manque de référence n'est pas un argument ; une recherche réelle de référence doit avoir été effectuée, être formellement documentée).
 (août 2024).
La mise en forme du texte ne suit pas les recommandations de Wikipédia : il faut le « wikifier ».
Les points d'amélioration suivants sont les cas les plus fréquents. Le détail des points à revoir est peut-être précisé sur la page de discussion.
- Les titres sont pré-formatés par le logiciel. Ils ne sont ni en capitales, ni en gras.
- Le texte ne doit pas être écrit en capitales (les noms de famille non plus), ni en gras, ni en italique, ni en « petit »…
- Le gras n'est utilisé que pour surligner le titre de l'article dans l'introduction, une seule fois.
- L'italique est rarement utilisé : mots en langue étrangère, titres d'œuvres, noms de bateaux, etc.
- Les citations ne sont pas en italique mais en corps de texte normal. Elles sont entourées par des guillemets français : « et ».
- Les listes à puces sont à éviter, des paragraphes rédigés étant largement préférés. Les tableaux sont à réserver à la présentation de données structurées (résultats, etc.).
- Les appels de note de bas de page (petits chiffres en exposant, introduits par l'outil «  Source ») sont à placer entre la fin de phrase et le point final[comme ça].
- Les liens internes (vers d'autres articles de Wikipédia) sont à choisir avec parcimonie. Créez des liens vers des articles approfondissant le sujet. Les termes génériques sans rapport avec le sujet sont à éviter, ainsi que les répétitions de liens vers un même terme.
- Les liens externes sont à placer uniquement dans une section « Liens externes », à la fin de l'article. Ces liens sont à choisir avec parcimonie suivant les règles définies. Si un lien sert de source à l'article, son insertion dans le texte est à faire par les notes de bas de page.
- La présentation des références doit suivre les conventions bibliographiques. Il est recommandé d'utiliser les modèles {{Ouvrage}}, {{Chapitre}}, {{Article}}, {{Lien web}} et/ou {{Bibliographie}}. Le mode d'édition visuel peut mettre en forme automatiquement les références.
- Insérer une infobox (cadre d'informations à droite) n'est pas obligatoire pour parachever la mise en page.

Pour une aide détaillée, merci de consulter Aide:Wikification.
Si vous pensez que ces points ont été résolus, vous pouvez retirer ce bandeau et améliorer la mise en forme d'un autre article.
 (juin 2017).
Si vous disposez d'ouvrages ou d'articles de référence ou si vous connaissez des sites web de qualité traitant du thème abordé ici, merci de compléter l'article en donnant les références utiles à sa vérifiabilité et en les liant à la section « Notes et références ».
Le fait religieux en entreprise en France est ancien et multiple, mais est parfois mal compris dans une société sécularisée, qui s'est largement déchristianisée. La laïcité en France est avant tout un principe juridique, présent notamment dans la loi de 1905 de séparation des Églises et de l'État, qui relève du droit public et régit le fonctionnement de la République. L’État est garant de la liberté religieuse et exclut les religions de l’exercice du pouvoir politique. Les fonctionnaires employés dans les institutions et administrations publiques sont en conséquence tenus à la neutralité et ne peuvent afficher leurs convictions religieuses. Les entreprises privées, en revanche, quelle que soit leur forme juridique (sociétés, coopératives, associations), sont hors du champ de la laïcité, tant qu’elles n’assurent pas des missions de service public. Dans le respect des règles du droit, ces entreprises peuvent toutefois édicter un règlement intérieur pour encadrer l'expression du fait religieux,
L'introduction de la religion dans l'entreprise n'est pas nouvelle. Cependant, depuis la fin des années 1980 et davantage encore depuis la fin des années 2000 suite également à l'émergence de l'Islam dans les sociétés occidentales, des exigences religieuses plus revendicatives ensuite étant apparues sur le monde du travail. Dans un premier temps, les responsables d'entreprise, livrés à eux-mêmes, ont improvisé leur réponse, en acceptant les premières demandes afin de ne pas dégrader la paix sociale, ou au contraire aussi en les refusant de façon générale afin de ne pas créer de précédent. Puis les exigences se multipliant sans que les bonnes réponses, encadrées par le droit, soient toujours apportées, des tensions sont apparues, pouvant conduire à des conflits voire des licenciements.
La connaissance, au sein des entreprises, de pratiques religieuses de salariés a été en augmentation entre 2013 et 2017 : en 2015, d'après le résultat d'un sondage, « Il y a une prise de conscience que l'entreprise n'est pas, comme on l'a cru longtemps, un lieu laïc », et cela est en progression : « 28 % des sondés connaissent désormais les pratiques religieuses de leurs collègues, contre 12,4 % en 2014 et 6 % en 2013 ». Depuis, les manifestations du fait religieux sur le lieu de travail semblent se stabiliser et leur « manifestation régulière » être en baisse : selon une enquête de 2018, la part des salariés interrogés qui déclarent observer « des manifestations de la liberté de religion dans leur situation de travail », quelles qu’elles soient (quelles soient perturbatrices ou non) et dans leur très grande diversité, est identique à ce qu’elle était un an plus tôt : 65%. Ainsi, comme le note le Professeur Lionel Honoré auteur de cette enquête annuelle 2018 (Observatoire du fait religieux en entreprise), « la manifestation de l’appartenance religieuse se banalise sur le lieu de travail ». Ce, d’autant plus que la part des salariés qui observent cette présence religieuse « régulièrement » est, pour la première fois, en net recul (29,5% en 2018 contre 34% en 2017), la sécularisation de la société s'étant accélérées à la suite de Vatican II surtout concernant le christianisme et notamment en France.

## Origine et périmètre de l'expression
Historiens, sociologues et politologues emploient l'expression « fait religieux » pour désigner l'objet de l'étude non confessionnelle des croyances religieuses.
Dans les médias et parmi les sociologues qui commencèrent à traiter de ce sujet vers le milieu de la décennie 2000-2010, l'expression « fait religieux en entreprise » devient la plus répandue. Ainsi, en 2011, Lionel Honoré, Professeur des Universités à l’Institut d’études politiques de Rennes, crée l’Observatoire du fait religieux en entreprise. Cet observatoire publie depuis une enquête annuelle. 
Cependant, le terme « entreprise » peut sembler limitatif pour traiter des faits qui se déroulent également dans l'administration, les écoles, les hôpitaux. Ainsi Dounia Bouzar, membre de l'Observatoire de la laïcité, préfère employer l'expression « fait religieux dans le monde du travail ».

## Cadre législatif en France

### Juste équilibre
Le contrat de travail crée, entre l’employeur et le salarié, un lien de subordination. Malgré cela, la nécessité de respecter les opinions, notamment religieuses, des salariés est inscrite dans le préambule de la Constitution de 1946 : « Nul ne peut être lésé dans son travail ou dans son emploi en raison de ses origines, de ses opinions ou de ses croyances ». En permanence s’impose donc la nécessité de concilier force obligatoire du contrat de travail et liberté religieuse des salariés. C'est le juste équilibre entre ces deux exigences qui parfois pose problème. Cet équilibre s'est défini par jurisprudence à l'occasion des divers jugements qui ont été rendus.

### Code du travail
L'article L.1132-1 du code du travail interdit les discriminations fondées sur les convictions religieuses. Il précise qu'« aucune personne ne peut être écartée d'une procédure de recrutement ou de l'accès à un stage ou à une période de formation en entreprise, aucun salarié ne peut être sanctionné, licencié ou faire l'objet d'une mesure discriminatoire, directe ou indirecte, [...] notamment en matière de rémunération, [...] de mesures d'intéressement ou de distribution d'actions, de formation, de reclassement, d'affectation, de qualificationde classification, de promotion professionnelle, de mutation ou de renouvellement de contrat en raison [...] de ses convictions religieuses [...] ».
En outre, d'après l'article L 1121-1, « Nul ne peut apporter aux droits des personnes et aux libertés individuelles et collectives de restrictions qui ne seraient pas justifiées par la nature de la tâche à accomplir ni proportionnées au but recherché ». Cela signifie donc que des restrictions peuvent être apportées à la liberté religieuse, mais seulement si ces restrictions sont justifiées et proportionnées.
La Cour de cassation estime cependant que la « laïcité » ne saurait justifier une telle restriction. En effet, la Cour considère que « le principe de laïcité instauré par l'article 1er de la Constitution n'est pas applicable aux salariés des employeurs de droit privé qui ne gèrent pas un service public. Ce principe ne peut dès lors être invoqué pour priver [les salariés] de la protection que leur assurent les dispositions du code du travail. »

### Propositions parlementaires qui n'ont pas eu de suite
Dans son rapport du 11 décembre 2003, la commission Stasi avait recommandé « qu’une disposition législative soit prise après concertation avec les partenaires sociaux qui permette au chef d’entreprise de réglementer les tenues vestimentaires et le port de signes religieux pour des impératifs tenant à la sécurité, aux contacts avec la clientèle, à la paix sociale interne ». Cette proposition n'a pas fait l'objet d'une disposition législative.
Le gouvernement demande un avis au Haut Conseil à l'intégration (HCI) sur la question. Le rapport du HCI publié le 1er septembre 2011 intitulé « Expression religieuse et laïcité dans l'entreprise » indique que le HCI « propose de s'inscrire dans la voie indiquée dans le 10e point de la résolution sur l'attachement au respect des principes de laïcité adoptée le 31 mai 2011, à l'Assemblée nationale, qui "estime souhaitable que, dans les entreprises, puisse être imposée une certaine neutralité en matière religieuse, et notamment, lorsque cela est nécessaire, un encadrement des pratiques et tenues susceptibles de nuire à un vivre ensemble harmonieux" ». Le Haut conseil à l’intégration (HCI) propose que soit inséré dans le code du travail un « article autorisant les entreprises à intégrer dans leur règlement intérieur des dispositions relatives aux tenues vestimentaires, au port de signes religieux et aux pratiques religieuses dans l’entreprise (prières, restauration collective...) au nom d’impératifs tenant à la sécurité, au contact avec la clientèle ou la paix sociale interne ». Cette proposition n'a pas fait l'objet d'une disposition législative.
Le 24 avril 2013, une proposition de loi « relative au respect de la neutralité religieuse dans les entreprises et les associations » est déposée par des députés UMP à l'Assemblée Nationale. La proposition vise à introduire dans le code du travail un texte ainsi rédigé: « Sont légitimes, dès lors qu’elles sont justifiées par la neutralité requise dans le cadre des relations avec le public ou par le bon fonctionnement de l’entreprise et proportionnées au but recherché, des restrictions visant à réglementer le port de signes et les pratiques manifestant une appartenance religieuse. ». Le 6 juin 2013, la proposition de loi est rejetée par l'Assemblée nationale.
Le 25 juin 2013, l'Observatoire de la laïcité remet son premier rapport au Gouvernement. Il en ressort que les « atteintes à la laïcité ont peut-être été surestimées », qu'il est nécessaire de « diffuser des guides » expliquant ce qui est permis ou non en la matière, et qu'il ne faut pas faire de la laïcité « un mot-valise pour des problèmes qui relèvent d'abord de l'intégration ou de politiques économiques et sociales ». Le traitement médiatique du sujet est également évoqué : il ne doit pas être « passionné »,.
En mettant en avant la pédagogie et le pragmatisme, l’Observatoire de la laïcité reprend les recommandations de la présidente du comité Diversité du Medef, qu'il avait sollicitée afin de dresser un « état des lieux de la laïcité dans l’entreprise privée ». 
En effet, d'après la présidente du comité Diversité du Medef, Armelle Carminati, devenue membre de l'Observatoire de la laïcité, les managers souffrent d’une « véritable solitude » car, « pour la plupart (ils) ignorent tout des sujets religieux et réagissent en toute subjectivité, parfois différemment d’un étage de la même entreprise à l’autre ». « Nombreux sont ceux qui ignorent aussi vers qui se tourner pour réfléchir et agir, certains s’ajustant au rapport de force de la majorité locale perçue, d’autres agissent par hantise d’être perçus comme phobiques et répressifs ou bien au contraire par hantise du communautarisme ». Ils ont donc besoin surtout de « connaître les outils dont ils disposent, que ce soit le cadre législatif (européen et français), la jurisprudence accumulée, la doctrine de leur entreprise en matière de gestion des diversités ».
Le Medef plaide pour la « création de guides managériaux regroupant des outils utiles et concrets » rappelant le cadre légal et réglementaire, de façon pédagogique, souvent illustré par des études de cas concrets, ainsi que les « six situations de travail auxquelles les salariés et leurs managers sont confrontés : les préférences alimentaires, le comportement entre salariés, les horaires aménagés, les demandes de recueillement, les demandes de jours « fériés » supplémentaires, l’apparence vestimentaire et le port de signes ».
Pour le Medef, trois règles doivent « éclairer la gestion managériale » : 
- « partir des demandes particulières exprimées pour rechercher une solution apportant un bénéfice universel y compris pour ceux qui n’ont rien demandé »,
- « invoquer le principe d’équidistance : neutralité et discrétion par rapport à ses confrères, à ses clients, à ses fournisseurs, etc. »,
- et enfin « Ne pas tenter d’interpréter les textes religieux et s’en tenir à la situation de travail dans l’entreprise ».

En conclusion, le Medef préconise la démarche in concreto tout en reconnaissant qu’elle est « conditionnée par un fort investissement dans la pédagogie et la formation, seuls remparts contre les inégalités de traitement sur le terrain ».
Dès la fin de l'année 2013, l'Observatoire de la laïcité édite un guide intitulé « La gestion du fait religieux dans l'entreprise privée » : celui-ci est régulièrement réactualisé selon la jurisprudence et les évolutions législatives, et est téléchargeable depuis le site Internet de l'institution. 

### Amendement du 14 juin 2016 portant sur la neutralité dans l'entreprise
La jurisprudence sur la possibilité d'une neutralité religieuse dans l'entreprise n'est pas claire. D'après la sénatrice Françoise Laborde, « L’affaire Baby Loup a fini en Cour de cassation. Au total, beaucoup d’énergie, beaucoup d’argent ont été dépensés. Dans un autre domaine, le groupe Paprec a signé une charte de la laïcité ; mais ce document reste juridiquement très fragile. Dès lors que les négociations seront reconnues par la loi, ces fragilités disparaîtront. ». Dans le cadre de la discussion sur "la Loi Travail", le Sénat décide alors à l'unanimité de voter un amendement modifiant l'article L 1321-2, permettant aux entreprises que le souhaitent d'introduire dans leur règlement intérieur la notion de « neutralité » :
« Art. L. 1321-2-… – Le règlement intérieur peut, par accord d’entreprise, contenir des dispositions inscrivant le principe de neutralité et restreignant la manifestation des convictions des salariés si ces restrictions sont justifiées par l’exercice d’autres libertés et droits fondamentaux ou par les nécessités du bon fonctionnement de l’entreprise et si elles sont proportionnées au but recherché. »
Cet amendement, proposé par des sénateurs du Parti radical de gauche, ne rend pas légale la position du groupe Paprec. Mais il est approuvé par le Premier ministre Manuel Valls, et est fortement soutenu par la droite sénatoriale. Notamment par Bruno Retailleau, qui déclare « Nous sommes en guerre. Nos ennemis s’en prennent à nos valeurs, s’attaquent à ce que nous sommes. Divers individus ne manqueront pas de mettre les entreprises à l’épreuve. Ils tenteront de s’engouffrer dans toutes les portes qui leur seront ouvertes. Face à cette menace, il faut graver dans le marbre de la loi une règle d’endiguement ! »,[réf. souhaitée]. 
Il n'y a pas de débat à l'Assemblée nationale, la loi dans son ensemble étant définitivement adoptée en juillet selon l'article 49-3[réf. souhaitée].
Bien que la majorité des sénateurs intervenant aux débats en séance publique du Sénat aient soutenu l'amendement, Jean-Louis Bianco, s'exprimant en tant que président de l'Observatoire de la laïcité, critique la rédaction de cet amendement, jugée trop ambiguë. Selon l'Observatoire de la laïcité, l’article introduit « la possibilité d’une restriction de portée générale et comporte le risque d’interdits absolus et sans justification objective à l’encontre des salariés ». Le principe de neutralité étant mal défini, il pourrait ainsi s'appliquer autant aux convictions religieuses qu'au domaine syndical ou politique, d'où un risque d'inconstitutionnalité de ces dispositions. L’Observatoire de la laïcité et la CNCDH estiment que les moyens nécessaires et proportionnés pour garantir l’équilibre entre protection de la liberté de conscience des salariés et la volonté légitime de fixer les limites nécessaires au bon fonctionnement de l’entreprise existent déjà mais doivent être davantage connus, diffusés et appliqués. La fédération nationale de la Libre pensée, association de défense et de promotion de la laïcité, soutient la position de l'Observatoire de la laïcité et de la CNCDH.

## Règlement intérieur des entreprises

### Règlement intérieur
Selon les termes de l'article L 1311-1 du Code du travail, l’élaboration d’un règlement intérieur constitue une obligation dans toute entreprise d'au moins vingt salariés. L'article L 1321-1 précise que les dispositions de ce règlement ont un caractère limitativement défini et ne doivent pas notamment introduire de discriminations à raison des mœurs, des opinions ou de la religion des salariés. Ainsi le règlement d'un établissement d’enseignement privé catholique imposait aux personnels, notamment aux personnels non enseignants, le respect du caractère propre de l’établissement. Le Conseil d’État, tout en considérant qu’aucune disposition législative ne faisait obstacle à ce que cette obligation figure dans le règlement, ajoute : « toutefois (…) de telles dispositions ne peuvent être légalement prévues par le règlement intérieur que si celui-ci précise, d’une part, que le respect du caractère propre de l’établissement ne saurait permettre qu’il soit porté atteinte à la liberté de conscience des intéressés et, d’autre part, que les obligations qui en résultent doivent s’apprécier eu égard à la nature des fonctions exercées par le personnel qui y est soumis ».
En France une salariée, ingénieur d’études, effectuant des prestations informatiques auprès d'entreprises clientes de son employeur, porte un voile islamique. Un client fait part de sa désapprobation. Face au refus de la salariée de ne plus porter ce voile lors de ses interventions, son employeur l’a licenciée pour faute grave. Pour résoudre ce litige, la Cour de cassation le 9 avril 2015 soulève la question préjudicielle devant la Cour de justice de l’Union européenne (CJUE),.
Le 31 mai 2016, dans une affaire similaire, l'avocate générale de la CJUE, saisie par la justice belge selon la même procédure, se prononce en faveur de l'interdiction du voile selon les motifs suivants: « L’interdiction faite à une travailleuse de religion musulmane de porter un foulard islamique au travail ne constitue pas une discrimination directe fondée sur la religion au sens de l’article 2, paragraphe 2, sous a), de la directive 2000/78/CE, si cette interdiction s’appuie sur un règlement général de l’entreprise interdisant les signes politiques, philosophiques et religieux visibles sur le lieu de travail et ne repose pas sur des stéréotypes ou des préjugés relatifs à une ou plusieurs religions déterminées ou aux convictions religieuses en général. Une telle discrimination peut être justifiée pour mettre en œuvre dans l’entreprise concernée une politique de neutralité en matière de religion et de convictions fixée par l’employeur, pour autant que le principe de proportionnalité soit respecté. »,

### Droits d'interdiction
Si l'interdiction totale des exigences religieuses est prohibée, l'interdiction partielle est possible. À condition que le chef d'entreprise prouve (c'est à lui que revient la charge de la preuve depuis l'adoption en 2001 de la loi anti discrimination) que l'un, au moins des critères ci-dessous n'est pas respecté par cette exigence. Ces six critères sont proposés notamment par Dounia Bouzar, membre de l'Observatoire de la laïcité, à partir de l’étude des lois, de la jurisprudence et des préconisations de la HALDE. Les six exemples sont donnés par Hicham Benaïssa lors des conférences :
1. les règles d’hygiène ; exemple : licenciement pour port de la barbe dans l’agroalimentaire ;
2. les règles de sécurité ; exemple : licenciement d'un employé sikh qui refuse le port du casque sur un chantier ;
3. la liberté de conscience des autres ; exemple : distributions de tract anti-avortement ;
4. l’organisation nécessaire à la réalisation de la mission ; exemple : licenciement pour refus de participer, à cause du ramadan, à des réunions d’équipes qui comprenaient un déjeuner d'équipe (il aurait été acceptable que l'employé vienne au repas et ne mange pas, cela n'a pas été le cas) ;
5. les aptitudes professionnelles nécessaires à la réalisation de la mission ; exemple : un employé juif a été licencié car il refusait de répondre au téléphone le vendredi après-midi ;
6. les impératifs commerciaux liés à l’intérêt de l’entreprise ; exemple : des employés qui refusaient de mettre la tenue commerciale de la société de restauration car elle n'était pas conforme à leur précepte religieux ont été licenciés.

### Guides repères
Certaines grandes entreprises éditent des guides pour aider leurs cadres dirigeants. Ces guides servaient à pallier une absence claire de jurisprudence, clarifiée depuis plusieurs décisions de la Cour de Justice de l'Union européenne et de la Cour de cassation de 2017. D'un guide à l'autre on constate que certaines entreprises sont plus ou moins accommodantes avec les religions. Le guide réactualisé de l'Observatoire de la laïcité, commission gouvernementale, se veut être un rappel strict du droit applicable pour l'ensemble des entreprises, rappelant également la posture à adopter par les managers,. 

#### EDF
Ce guide met l'accent sur une dimension opérationnelle des situations rencontrées par les RH et cadres dans une démarche de respect du droit, des personnes et de leurs croyances. Il reprécise le cadre juridique, rappelant que la neutralité découlant du principe de laïcité ne s'applique pas dans une entreprise de droit privé (EDF est devenue une société anonyme en 2004, Électricité de France et propose de nombreuses solutions concrètes par des études de cas illustrés. 
Extrait : « Ce Document repère a pour vocation de proposer aux managers et aux responsables des ressources humaines des repères pour agir dans le respect de la loi. Il comprend les références légales, une grille de lecture neutre et objective et des analyses de cas pratiques. Tous ces repères sont destinés à favoriser la construction d’un environnement de travail respectueux des personnes, propice à la cohésion d’équipe et à la performance du Groupe EDF. »

#### RATP
Dans la mesure où la RATP est une entreprise de service public, les principes de laïcité s'appliquent strictement. Il s'appelle d'ailleurs Guide de La laïcité et de la neutralité. Il y a eu depuis de nombreux cas de sanctions. Des rapports montrent l’inquiétante progression de la radicalisation au sein de la RATP avec notamment des employés fichés "S" « Pour éviter le caillassage des bus dans certains quartiers, elle a embauché des grands frères au profil peu recommandable. ».

#### Areva
Pour Philippe Thurat, directeur de la diversité d'Areva, « La direction a décidé de traiter la question avec pragmatisme, en identifiant une vingtaine de situations qui posaient problème. Elle a ensuite rédigé un « questions-réponses » pour expliquer au management comment il devait se positionner par rapport à certaines demandes ». Il était, selon lui, « hors de question d'avoir une note sur la pratique religieuse en entreprise. Les managers doivent plutôt être armés pour répondre à des questions ». Pour une entreprise de chantier comme Areva, la question la plus délicate à traiter est celle du Ramadan, car il est difficile d'avoir une personne fragilisée sur un chantier : lui faire remarquer, c'est de la discrimination, mais s'il lui arrive quelque chose, l'entreprise peut être mise en cause dans le cadre de son obligation de santé et de sécurité ». D'autres responsables passent le message à leurs employés que c'est à eux de s'assurer qu'ils sont en état de travailler sur leur lieu de travail. L'arrivée d'un accident de travail sera alors sous leur entière responsabilité. Les conséquences pénales pourraient s'avérer très lourdes.

#### Orange
Pour Laurent Depont, ancien directeur de la diversité d'Orange, l'approche a été de « favoriser le 'bien vivre ensemble', en décortiquant tous les cas. « La question la plus difficile est les rapports entre hommes et femmes. Là-dessus, nous disons que ce n'est pas négociable, et qu'on appellera des sanctions managériales si les comportements ne sont pas identiques pour les hommes et pour les femmes. En la matière, les problèmes viennent aussi de nos clients, qui veulent être servis par un homme ou une femme uniquement. Il faut leur dire que l'entreprise ne cautionne pas un tel comportement, pour des questions d'égalité et de droit, car c'est un comportement de discrimination ».

#### Total
En 2017, le Total publie un guide pratique pour la gestion de la religion dans les 130 pays où l'entreprise opère. Réalisé avec l'agence de conseil en fait religieux en entreprise Convivencia, il permet de recommander de bonnes pratiques sur la question de l'alimentation, des salles de prières et des tenues vestimentaires,,. « Le fait religieux en entreprise doit être traité en privilégiant le dialogue et la bienveillance en respectant les convictions des autres, sans tolérer le prosélytisme et en privilégiant la sécurité et le bon fonctionnement de l'entreprise. » précise Jean-Jacques Guilbaud, conseiller auprès du PDG de Total,.

## Cas particulier des entreprises «de tendance»
Une entreprise de tendance défend des principes idéologiques religieux ou philosophiques particuliers,. Il y a dans ce cas particulier clairement limitation de la liberté individuelle qui peut justifier un licenciement. La Cour de cassation précise que « l’interdiction de prise en compte des opinions religieuses d'un salarié n’est pas applicable lorsque le salarié, qui a été engagé pour accomplir une tâche impliquant qu’il soit en communion de pensée et de foi avec son employeur, méconnaît les obligations résultant de cet engagement ».
Ainsi, dans les années 1970, une enseignante d'un établissement d’enseignement catholique a été licenciée en raison de son remariage après son divorce, attitude contraire au principe catholique de l’indissolubilité du mariage. La Cour de cassation a considéré le licenciement comme fondé en se référant au « caractère propre » de l’établissement confessionnel,
La jurisprudence ne va cependant pas systématiquement donner raison à l'employeur. Ainsi le licenciement d'un sacristain de l'église intégriste Saint-Nicolas du Chardonnet, qui avait révélé son homosexualité, a été in fine refusé.

## Autres problèmes ou flous juridiques sur le sujet pour les employeurs notamment pour les petites Pme françaises
Un flou juridique entoure néanmoins aussi ce sujet car un refus notamment d'une employé voilée peu aussi entraîner une accusation d'Islamophobie ou être considéré certaines fois comme de l'incitation à la haine raciale comme c'est le cas pour l'entreprise Camaïeu (entreprise) en 2015ou plus récemment avec l'entreprise Geox, à Strasbourg, étant aussi accusée de Discrimination ou discrimination raciale par certains et faute d'avoir prévenu suffisamment à temps de l'interdiction du voile à l'intérieur de l'entreprise.

## Sociologie

### Enquête auprès des salariés d'entreprises
D'après Lionel Honoré, directeur de l’Observatoire du fait religieux en entreprise, les salariés « ne veulent pas connaître la pratique religieuse de leurs collègues et s’ils la connaissent, ils ne veulent pas qu’elle ait un impact sur le travail », Pour la grande majorité des salariés, d'ores et déjà, la laïcité s’applique au monde de l’entreprise,,. Le débat médiatique insiste sur certaines revendications communautaires qui sont pourtant minoritaires. À l'inverse, on médiatise peu « le fait qu’un certain nombre de salariés directement concernés souhaitent aussi que leurs libertés individuelles et le principe de laïcité soient également respectés au sein de l’entreprise. » : « ils refusent que le fait religieux auquel ils sont parfois confrontés à l’extérieur de leur vie professionnelle envahisse les lieux de travail et de production notamment par le biais de comportements frisant le prosélytisme ».

### Acceptabilité
En 2015, selon une enquête de l'Observatoire du fait religieux en entreprise (OFRE), les cas de conflits concernant la religion ont été en hausse jusqu'en 2016 tout en demeurant minoritaires. Selon Lionel Honoré, directeur de l'OFRE, « depuis trois ans, nos enquêtes le montrent : il n'y a pas d'explosion du fait religieux en entreprise ». En effet, d'après la dernière enquête, si un quart des employés déclarent rencontrer régulièrement la thématique religieuse dans leur travail, seuls 8 % d'entre eux déclarent être gênés par la pratique religieuse de leurs collègues. Les enquêtés déclarent ainsi à 75 % accepter des prières pendant la pause repas, et déclarent, pour 80 % d'entre eux, comprendre que « pour une raison religieuse, on puisse demander une autorisation d'absence ». Toutefois, « deux tiers d'entre eux se disent également contre le port ostensible de signes religieux ». Selon une enquête, toujours de l'OFRE, de 2018, la part des salariés interrogés qui déclarent observer « des manifestations de la liberté de religion dans leur situation de travail », quelles qu’elles soient (quelles soient perturbatrices ou non) et dans leur très grande diversité, est identique à ce qu’elle était un an plus tôt : 65%. Ainsi, comme le notent les auteurs de cette enquête annuelle 2018 Randstad/Observatoire du fait religieux en entreprise, « la manifestation de l’appartenance religieuse se banalise sur le lieu de travail ». Ce, d’autant plus que la part des salariés qui observent cette présence religieuse « régulièrement » est, pour la première fois, en net recul (29,5% en 2018 contre 34% en 2017),.

### Conséquences sur la carrière
En 2013, une étude, le baromètre de perception de l'égalité des chances en entreprise, montre qu'une personne qui affiche son appartenance religieuse a plus de mal à accéder à un poste à haute responsabilité que les autres. Afficher sa religion est un frein majeur à la carrière, selon les managers.

#### Juifs pratiquants
Les enquêtes de Dounia Bouzar révèlent que ces limitations sont inconciliables avec les pratiques, en conséquence il n'y a quasiment pas de juifs pratiquants dans les entreprises françaises. En effet, un juif pratiquant doit avoir une maîtrise de son temps très importante : entre le Shabbat, les Fêtes, les jeûnes, les vendredis après-midi, etc., le fait d'être fortement contraint par un emploi du temps ne permet pas d'assumer ses obligations religieuses.
Le Consistoire a confirmé à Dounia Bouzar que les juifs pratiquants avaient deux choix : soit créer leur propre entreprise, soit intégrer des entreprises communautaires via le bureau du Chabbat par exemple. De telles entreprises communautaires se développent et embauchent, au départ majoritairement des juifs, mais ne sont pas exclusives, ce qui est strictement interdit par la loi. Mais, par la suite, Sylvain Crépon a reçu des témoignages de non juifs travaillant dans ces entreprises communautaires. Ces derniers considèrent que les contraintes et la pression sont telles dans ces entreprises qu'ils finissent par les quitter.

## Cas particuliers

### Demande de jours de congé pour fêtes religieuses

#### Jours fériés
L’article L 3133-1 du Code du travail, mentionne onze dates par an de fêtes et jours fériés en France mais ne fait aucune référence à des fêtes religieuses :
1. le 1er janvier ;
2. le lundi de Pâques ;
3. le 1er mai ;
4. le 8 mai ;
5. l'Ascension ;
6. le lundi de Pentecôte ;
7. le 14 juillet ;
8. l'Assomption ;
9. la Toussaint ;
10. le 11 novembre ;
11. le jour de Noël.

#### Autorisation d'absence
Il n'y a pas de cas connu dans le monde du travail privé où des autorisations d'absence pour motif religieux soient acceptées par les règlements internes aux entreprises définissant les jours de congés.
En revanche, une circulaire administrative stipule que chaque année, les agents de la fonction publique membres des religions « minoritaires » en France peuvent bénéficier de trois jours par an, accordée si les nécessités de service le permettent,. Cela concerne les musulmans, les juifs, les arméniens, les orthodoxes grecs, les orthodoxes russes, les bouddhistes. Chaque année l'État publie la liste exhaustive des jours autorisés.
Pour les organismes d'État travaillant 7 jours sur 7, comme dans l'armée, par exemple, en contrepartie les demandeurs travaillent pendant trois jours fériés officiels français. 
Pour les autres, les jours ne sont pas récupérés. Il est bien précisé que ceci n'est pas un droit et que la décision est laissée au libre arbitrage du responsable hiérarchique. Dounia Bouzar cite de nombreux cas dans l'éducation nationale, où les réactions sont très hétérogènes. Beaucoup de chefs d'établissement acceptent, dans un premier temps, mais sans en faire grande publicité, jusqu'à ce que le nombre grandissant de demandeurs posent des problèmes d'organisation de l'établissement. D'autres refusent car ils considèrent que cela crée une discrimination à l'égard des collègues chrétiens et athées qui ont ainsi trois jours de congé en moins. Dans tous les cas, cela reste très discret, si cela se savait, des réactions scandalisées des syndicats, des associations laïques se produiraient inévitablement.

#### Prise de congé
La prise de congé pour motifs religieux, est possible en entreprise. En général, cependant, les DRH sont réticents à ce que les employés mettent une raison religieuse à leur prise de congé. En effet, dans ce cas se pose la question de hiérarchiser les demandes de congés. Si les nécessités du service justifient d'en refuser certaines, comment alors argumenter les différents refus? Est-ce qu'une fête d'une religion doit être privilégiée par rapport à une autre ? Est-ce qu'une fête religieuse est à privilégier par rapport à un autre motif : familial, médical, politique ? Là encore, alors que quand les demandes étaient rares, les conflits ne se produisaient pas, ce n'est plus le cas aujourd'hui.
Ainsi dans une entreprise de transports par bus, dont une forte proportion de conducteurs étaient musulmans, il était devenu naturel de donner priorité aux demandes de congés pour la fête de l'Aïd. L'entreprise peut fonctionner avec 30 % maximum de conducteurs en congé. Quand le nombre de demandes a atteint les 30 %, les conflits ont commencé à se généraliser. Surtout, une année où cette fête coïncida avec les congés de fin d'année. La priorité aux musulmans signifiait que les non musulmans se voyaient interdire la prise des congés de Noël, entraînant les protestations et les débordements racistes qu'on imagine. Les musulmans ayant interprété le fait que, après des années d'acceptation des congés sans problème, cela était devenu un droit pour eux.
Dans une autre entreprise, un employé a demandé un congé pour l'Aïd qui lui a été refusé. Il a porté plainte à la HALDE en arguant du fait qu'un de ses collègues avait eu un congé pour Kippour.
Ce type de conflits se généralise. Aussi l'association nationale des directeurs des ressources humaines (ANDRH) a-t-elle proposé, le 29 juin 2012, de neutraliser trois des six jours fériés de tradition catholique et de faire de la conviction religieuse, quelle que soit l'obédience, une priorité dans la gestion des absences. D'autres ont proposé la suppression de deux jours de congé d'origine chrétienne pour les remplacer par l'Aïd et le Kippour afin que tout le monde soit en congé en même temps, ce qui améliore la compétitivité pour certaines entreprises.

### Alimentation

#### État de jeûne pendant le travail
Plusieurs religions imposent des périodes de jeûne plus ou moins longues. Le judaïsme impose 2 jeûnes de 1 jour. Un début août et un pour Kippour fin septembre, début octobre. Ces jeûnes courts souvent pris pendant des congés ne posent généralement pas de problèmes. Il n'est pas de même pour le ramadan, qui est un jeûne durant 1 mois. c'est principalement le refus de boire de l'eau qui, surtout quand le ramadan tombe en pleine canicule l'été, que le problème est le plus criant. L'avis des autorités médicales est unanime pour dire que cela peut être dangereux parfois pour la personne, mais aussi que cela réduit les performances physiques ce qui peut avoir des conséquences graves si celles-ci sont indispensables à la bonne exécution d'un travail physique effectué en plein soleil : travail dans le bâtiment, surveillant de plage par exemple.
Si dans le cadre du travail, l'employé donne des signes manifestes de fatigue, somnolence, malaise, dû à ce jeûne, cela peut conduire au licenciement pour faute grave.
Si ce n'est pas le cas, cela peut conduire à des prises de décisions individuelles des employeurs conduisant parfois à de la discrimination. 
En effet, certains employeurs ont essayé de traiter éthiquement ce sujet. Par exemple, la mairie de Gennevilliers a eu en 2009 de graves soucis avec des moniteurs de colonies de vacances. Ainsi, une jeune animatrice avait refusé de s'alimenter et avait fait un malaise au volant. Il s'est ensuivi un accident qui a causé des blessés graves dont un enfant. Depuis, la mairie a rajouté, un paragraphe dans le contrat de travail spécifiant, l'obligation de s'alimenter correctement pour les employés dont la méforme physique peut porter atteinte à la santé des enfants sous leur garde. Pendant l'été 2012, cinq employés ont accepté ce contrat de travail, puis, lors d'une visite, un responsable a constaté qu'en fait, ils jeûnaient. Quatre ont refusé de rompre leur jeûne, ils ont été suspendus sans pénalité financière. Devant, l'accumulation de plaintes, d'associations musulmanes, et de certains partis politiques, ils ont finalement été réintégrés. Par la suite, Hassan Ben M'Barek, président de l'association Front des banlieues indépendant (FBI), a déposé plainte auprès du commissariat de Gennevilliers, estimant que le motif invoqué par la mairie, la sécurité des enfants, "masque une discrimination à l'égard d'une pratique musulmane". Cette clause du contrat était elle légale ? L’avocat spécialiste en droit du travail, Eric Rocheblave répond que ce n’est évident ni dans un sens, ni dans l’autre. Il faudra que les juges arbitrent. Il n’y a pas eu de décision de justice concernant la compatibilité d’une activité professionnelle avec un jeûne religieux. D'un coté dès lors que l’employeur fait la démonstration que les tâches qu’il confie à ses salariés ne sont pas compatibles avec son état de santé, il peut éventuellement mettre des clauses dans le contrat de travail. C’est le cas notamment des personnes qui travaillent en hauteur, qui font des randonnées sous le soleil, en altitude : dans ce cas, il faut nécessairement s’alimenter et s’hydrater. Un employeur peut donc encadrer ce type d’activités, en dehors de toute considération religieuse.
Ainsi, il s'agit, en droit, comme le rappelle l' Observatoire de la laïcité, de faire arrêter tout salarié n'étant plus apte à sa mission.

#### Cas particulier, en période de canicule
En période de canicule, les autorités de santé via les médias insistent en communiquant longuement sur la nécessité de boire abondamment pendant la journée, plusieurs litres d'eau, sinon le risque pour la santé est très rapidement élevé.
Simultanément, les médias musulmans décrivent souvent les avantages pour la santé du jeûne et de ne pas boire. Certains décrivent une amélioration du foie par régénération des cellules, d'autres disent que les performances physiques peuvent être améliorées. Tous maintiennent la nécessité religieuse de ne pas boire durant la journée.
Dans le cas de certaines entreprises, notamment celles du bâtiment, ce paradoxe est exacerbé. Depuis la canicule de 1976, les responsables ont l'obligation légale de fournir de l'eau à hauteur de 3 litres par jour et de s'assurer que les ouvriers la boivent. D'autre part, des conseillers, souvent musulmans, spécialistes du fait religieux de l'entreprise, appuient les ouvriers qui ne veulent pas boire, en disant que leur hiérarchie ne peut pas les forcer à boire donc à ne pas respecter cette obligation religieuse d'abstinence.
En cas d'accident dont ces ouvriers seraient victimes ou seraient coupables, et dont les experts concluraient que la déshydratation serait une des causes, quelles seraient les conséquences juridiques pour l'ouvrier ou l'employeur ? La jurisprudence n'est pas encore claire sur ce point. À titre conservatoire, des entreprises du bâtiment, comme Areva, distribuent des guides à leurs employés stipulant que c'est à eux de s'assurer qu'ils sont en état de travailler, la société se contente de fournir la qualité d'eau nécessaire, tentant ainsi de se disculper si l'ouvrier ne la boit pas. Le but pour l'entreprise est bien évidemment de rejeter sur l'employé les risques financiers, qui dans ce genre d'accident de chantier peuvent atteindre plusieurs millions d'euros.
De nombreux autres cas pratiques sont étudiés dans le livre Allah a-t-il sa place dans l'entreprise ? par Dounia Bouzar et Lydia Bouzar.

#### Demande de régime alimentaire spécifique

##### Refus de manger avec des collègues
Comme il est montré ci-dessus le judaïsme impose deux jours de jeûne, l'islam un mois. Que se passe-t-il si dans cette période, il « est d'usage » de déjeuner avec ses collègues, ses clients ? Différents cas de figure peuvent se présenter.
C'est le cas des cadres dirigeants qui sont tenus de déjeuner lors des repas de management avec leurs collègues, leurs équipes. C'est aussi le cas des cadres commerciaux qui, selon les usages internationaux du commerce en entreprise (« le client est roi »), doivent s'adapter aux souhaits de leur client. Si le client déjeune, le commercial doit déjeuner avec lui (l'inverse étant aussi vrai, si le client est religieux et jeûne, le commercial est souvent dans l'obligation de jeûner). Dans ces deux cas, ce déjeuner fait tellement partie « des us et coutumes » de la fonction que cela n'est pas écrit dans le contrat de travail. Il en est de même par exemple pour l'obligation de passer des soirées avec ses collègues et clients : ce n'est pas écrit mais il est interdit de ne pas le faire. Dans ces cas, un refus de déjeuner serait considéré comme un non-respect des obligations liées à ses fonctions et entraînerait un licenciement.
C'est aussi le cas, ou, « depuis toujours » il est d'usage de déjeuner. Par exemple les accompagnatrices de cantine qui doivent montrer l'exemple aux enfants en mangeant de tout et équilibré. Les refus d'origine religieuse se multipliant, des cantines ont stipulé cette exigence dans le contrat. La situation évolue rapidement : en 2012, le nouveau Collectif contre l'islamophobie en France, qui s'est donné comme mission de lutter contre les discriminations, estime que cela est clairement une discrimination indirecte : « Discrimination indirecte : toute mesure, apparemment neutre, mais qui a pour effet de créer un désavantage particulier pour une catégorie de personnes, en l’espèce les personnes de confession musulmane. Exemple : une école maternelle impose à tous ses employés de prendre le déjeuner avec les enfants. Une telle mesure, apparemment neutre, aurait pour effet de créer un désavantage particulier aux personnes de confession musulmane qui, pendant le mois de ramadan, ne pourraient satisfaire à cette directive de leur employeur » Les responsables de cantine risquent, pour éviter un long procès, de retirer cette clause, et de refuser, a priori, d'embaucher tout candidat supposé musulman.

##### Imposer à ses collègues de manger du porc ou de manger non halal
Guylain Chevrier, membre du HCI, relève que lorsque l'entreprise admet des régimes alimentaires particuliers, cela peut conduire à des attitudes de plus en plus extrémistes comme imposer à ses collègues non religieux de ne pas manger du porc ou non halal. Un des arguments utilisés est qu'un musulman ne peut pas manger non halal alors qu'un non musulman peut accepter de manger 100 % halal et donc qu'il vaut mieux que l'entreprise s'aligne sur l'attitude la plus intransigeante. Cet argument est contrecarré par le fait que, dans cette logique, l'entreprise devrait finalement ne proposer que de la nourriture cachère qui est la seule acceptable par les juifs et acceptable, d'après les textes, par les autres religions. Face à cette proposition, de nombreux musulmans refusent car ils ne veulent pas manger juif.

### Tenue vestimentaire à caractère religieux
La question de la légalité des tenues vestimentaires religieuses dans l’entreprise est complexe. Il faut pour effectuer un licenciement sur le motif de la tenue, que la direction puisse établir l'existence d'un trouble objectif causé à l'entreprise, il ne doit pas s’agir de la simple « crainte » d’un trouble non réalisé. Ainsi, un licenciement peut être prononcé à l'égard d'une personne portant une tenue religieuse si celle-ci est en contradiction avec l'un des six critères du paragraphe ci-dessus Ce que les chefs d'entreprise ont le droit d'interdire.
- le critère numéro 1 de sécurité : nécessité de port de casque de chantier incompatible avec un turban sikh.
- le critère numéro 2, d'hygiène : il est possible d'imposer le port du calot afin de manipuler des denrées animales, pour raison de respect de la réglementation en matière d’hygiène alimentaire [75]
- le critère numéro 6, impératif commercial : Il est possible de refuser une tenue religieuse si la personne est en contact avec la clientèle et que cette tenue n'est pas conforme au valeur de la marque « La Cour d’appel de Paris, par un arrêt en date du 16 mars 2001 (CA Paris, 16/03/01, Madame Charmi c/ SA Hamon – Semaine juridique E. page 1339 avec une note Puigellier) a validé un licenciement en admettant comme une cause réelle et sérieuse de licenciement le refus d’une salariée en contact avec les clients au sein d’un centre commercial, d’enlever son voile. La Cour a ainsi jugé qu’en refusant le port du voile à la salariée, l’employeur n’avait pas abusé de son pouvoir de direction ; qu’il était le seul apte à juger de l’apparence d’une vendeuse en contact avec la clientèle dès lors que son exigence s’exerce dans le respect de l’ordre public et des bonnes mœurs et est fondée sur une cause objective, liée à l’intérêt de l’entreprise. » [76]. A contrario, le licenciement d'une personne portant un voile sur un plateau de «  hot line » a été refusé car il n'y avait pas de contact visuel avec la clientèle[77] , « dans un arrêt du 17 décembre 2002, la Cour d’appel a déclaré sans cause réelle et sérieuse le licenciement d’une salariée au motif qu’elle portait le voile islamique sur son lieu de travail ni que celle-ci ait refusé de nouer son voile à la façon d’un turban de façon moins voyante. Cette personne n’était pas, en l’occurrence, en contact direct avec la clientèle »[76].
- le critère numéro 3, la liberté de conscience des autres, en revanche, ne semble pas pouvoir être retenu. « le simple port d'un signe religieux, notamment le voile, ne suffit pas à caractériser une attitude prosélyte ; une distinction doit être faite entre le comportement prosélyte d'un salarié et le port d'un vêtement ou d'un insigne répondant à une pratique religieuse, ou manifestant l'appartenance à une religion, à un parti politique ou un mouvement philosophique ne constitue pas, en soi, un acte de prosélytisme » [78].

#### Évolution demandées par les chefs d'entreprise
Le port de signes religieux est discuté par les chefs d'entreprise, beaucoup craignant que « le voile ne trouble les clients ou qu'il nuise à la cohésion interne, qu'il prélude à un engrenage religieux » Jusqu'à la jurisprudence Baby Loup, il n'était pas possible d'aller plus loin que les six critères. Celle-ci ouvre une voie, mais elle est subtile,,,.
Aussi, peu d'entreprises ont modifié leur règlement intérieur. La plus connue est la société Paprec qui a fait adopter une charte de la laïcité en quatre mois, avec l'aval unanime de l'ensemble du personnel et des comités d'entreprise. Cette charte comporte huit thèmes. Le septième est « Au sein de l’entreprise et dans l’exercice de leurs fonctions, les règles de vie des différents espaces, précisées dans le règlement intérieur de chaque établissement, sont respectueuses de la laïcité. Ainsi, le port de signes ou tenues par lesquels les collaborateurs manifestent ostensiblement une appartenance religieuse n’est pas autorisé ». Elle n'a à ce jour pas été poursuivie par un salarié du groupe.
À l'opposé, en avril 2015, la Cour de Cassation a été saisie car une femme a été licenciée et l’argument avancé par son employeur est le port du voile. Si paprec interdit tout signe religieux, cette entreprise semble stigmatiser le voile islamique. Le journal Islam et Info écrit : « l’apport de la jurisprudence Baby-Loup qui affirmait que les entreprises privées pouvaient inscrire dans leur règlement intérieur qu’elles ne souhaitaient pas de signes religieux en leur sein, à condition que cette interdiction ne renvoie pas à un signe religieux en particulier, laquelle disposition serait déclarée discriminatoire. Dans le cas de cette affaire, il s’agit évidemment d’un cas de discrimination envers cette femme de confession musulmane puisque l’argument avancé par son employeur est le port du hijab ».
Lydia Guirous considère que « les dispositifs légaux aujourd'hui sont insuffisants et rendent vulnérables les sociétés qui prennent des initiatives en faveur de la laïcité » et qu'il est urgent de légiférer pour protéger les entreprises. Cependant, le principe de laïcité, qui renvoie à la relation avec l'administration publique, ne s'applique pas dans l'entreprise privée.

#### Cas des signes religieux vestimentaires: voile ne couvrant pas le visage, kippa, croix...
Dans un arrêt du 9 septembre 1997, la Cour d'appel de Saint-Denis-de-la-Réunion admet le licenciement d'une salariée refusant d'adopter une tenue conforme à « l'image de marque » d'une entreprise, un magasin de vêtements. En effet, la salariée, de confession musulmane, portait des vêtements qui la couvraient « de la tête aux pieds » et qui ne reflétaient pas l'« esprit mode » du magasin auquel il convenait d'adhérer en raison de son rôle de conseil à la clientèle. Cette affaire est similaire au cas du licenciement de salariés d'une charcuterie annonçant aux clients qu'ils ne mangeaient pas la nourriture qu'ils vendaient. 
Dans un arrêt du 16 mars 2001, la Cour d’appel de Paris admet qu'un employeur exploitant un magasin situé dans un centre commercial à La Défense puisse s’opposer à ce qu’une de ses vendeuses se dissimule sous un voile, en précisant que, un large public fréquentant l’endroit, « la neutralité ou à défaut la discrétion dans l’expression des options personnelles s’imposait ». 
En revanche, dans un arrêt du 19 juin 2003, la Cour d’appel de Paris confirme la nullité du licenciement d’une jeune télé-enquêtrice licenciée du fait de son refus de troquer le voile contre un bonnet, comme le lui avait imposé l’employeur, et ordonné sa réintégration au motif que l’employeur qui avait connaissance du port du voile lors de l’embauche ne justifiait d’aucun élément objectif permettant de restreindre la liberté de la salariée dans l’intérêt de l’entreprise.
Dans un arrêt du 3 mars 2004, la Cour d’appel de Reims tient compte de la consigne affichée d'une entreprise : « habillez-vous de façon classique sauf si votre animation comporte une tenue particulière : veste, pantalon (pas de jean), cravate, tailleur », indiquant que « cette consigne excluait implicitement le port de vêtements confessionnels » et revenant sur la notion de « neutralité ou, à défaut, la discrétion dans l’expression des options personnelles ». 
Dans un jugement du 16 janvier 2004, le Conseil de prud’hommes de Lyon considère qu'une salariée arborant sur son lieu de travail un foulard islamique n’avait pas respecté ses consignes interdisant « tous types de couvre-chefs et plus largement les tenues traduisant une appartenance politique, ethnique, religieuse ou philosophique (sauf en ce qui concerne les petits objets de type bijoux, tolérés tant qu’ils ne sont pas ostentatoires) ».
Dominique Baudis, Défenseur des droits, donne son avis sur les solutions divergentes concernant les salariés de droit privé selon qu'ils sont affectés ou non à un service public : « À la crèche, la justice a annulé le licenciement d’une jeune femme voilée ; à la Sécu, elle l’a validé. Or, dans les deux cas, il s’agit d’organismes de statut privé. La différence? La salariée de la crèche remplit une mission d’intérêt général, elle peut être voilée. Dans l’autre, une mission de service public, ce qui lui interdit le port de signes religieux. Comment les Français peuvent-ils s’y retrouver ? Comment éviter que les employeurs soient méfiants ? Que certains ne s’estiment discriminés ? ».
Le 24 janvier 2018, le bureau de l'Assemblée nationale interdit le port de signes religieux « ostensibles » et contraint les députés à avoir une tenue vestimentaire « neutre » dans l'hémicyle?

##### Cas du voile intégral
Il n'y a aucun cas de voile intégral signalé en entreprise. Ceci autant en raison de la loi qu'en raison de critères de sécurité. 

### Refus d'effectuer certaines tâches de son contrat de travail
Il arrive que des employés refusent d’exécuter des tâches car ils estiment que celles-ci ne sont pas conformes à leur religion. Si l'employeur démontre qu'elles ne sont pas contraires à l'ordre public et qu'elles sont utiles à la bonne exécution du contrat de travail, les tribunaux ont toujours conclu que cela justifiait le licenciement. Ainsi un employé musulman en boucherie a été considéré comme ne pouvant légitimement refuser d’être en contact avec la viande de porc, il a été licencié. Une cuisinière qui refusait de goûter aux plats de viande non égorgée et refusait de toucher les bouteilles de vin a été licenciée.

#### Sexisme, refus de serrage de main
Avoir une différence de comportement selon que l'on a affaire à un homme ou a une femme est un motif de licenciement. Le cas le plus fréquent est le refus de serrage de main. Dans ce cas les sanctions sont toujours validées par la justice que le motif soit religieux ou non . Il faut noter que les décisions sont les mêmes en Belgique voisine.

### Commerce avec des pays très religieux
Dans le cas de relations commerciales avec un pays hors Europe, il n'est pas rare que les cadres soient confrontés à des problématiques ou des exigences religieuses. Cette situation est toujours jugée délicate.

#### Cas du commerce avec des pays arabes
Là aussi, la religion est omniprésente, les demandes sont variées et souvent paraissent exotiques voire choquantes. Ainsi cette demande dans un contrat où le fournisseur français devait s'engager sur l'honneur que l'ensemble des personnes travaillant pour lui possédaient bien un certificat de baptême catholique, ceci dans le but d'éviter que des juifs travaillent pour ce client[réf. nécessaire].

#### Cas du commerce avec Israël
Des exigences très fortes peuvent apparaître venant des Israéliens les plus religieux. On peut citer le cas d'un juif orthodoxe qui, tout en acceptant d'avoir comme correspondante une commerciale féminine, refusait de lui serrer la main, voire de lui parler. Il refusait aussi qu'elle soit présente lors des repas d'affaires. En effet, les juifs religieux considèrent que la nourriture même casher qui leur est proposée devient impure lorsqu'il y a la présence d'une femme car celle-ci peut être dans la période de ses règles ! Dans un autre domaine, la demande qu'aurait faite le gouvernement israélien pour que le personnel de la filiale de la SNCF s'occupant des bagages du président israélien Shimon Peres le 8 mars 2013, ne soit ni noire, ni arabe, ni musulmane, a créé un vif tollé,.

### Formations françaises
- Diplôme universitaire de 1er et 2e cycle en médiation socioreligieuse, organisée par la Faculté libre d’études politiques et en économie solidaire, FLEPES–INITIATIVES, et la Faculté de théologie protestante de Strasbourg

### Liste des organismes d'observation du fait religieux
- De très nombreux organismes observent la transformation du fait religieux en entreprise en France
  - L'Observatoire du Fait Religieux en Entreprise en collaboration avec l'Institut Montaigne
  - L'Observatoire Pharos du pluralisme des cultures et des religions
  - L'observatoire géopolitique du religieux de l'Institut de relations internationales et stratégiques (IRIS)
  - Institut européen en sciences des religions (IESR)
  - L'Observatoire du religieux - World Religion Watch
  - Centre interdisciplinaire d'étude des religions et de la laïcité (CIERL) de l'Université libre de Bruxelles
  - Pew Research Center, The Pew Forum on Religion & Public Life
  - Cefrelco Centre d'étude du fait religieux contemporain

### Sites principaux
- Religion au travail : croire au dialogue [100]
- Observatoire de la laïcité auprès du Premier ministre
- Le Collectif Contre l'Islamophobie en France
- Association Internationale pour la liberté religieuse
- Le site Fait religieux.com
- Laicité la Ligue de l'enseignement
- Autorisation d'absence dans l'éducation pour fêtes religieuses
- discrimination en entreprise entre juif et musulmans
- Le judaïsme au travail
- Conseil économique, social et environnemental, Le fait religieux dans l'entreprise